# Zgodbe Sztároga i Nóvoga Zákona
Zgodbe Sztároga i Nóvoga Zákona (Zgodbe Stare in Nove Zaveze) je prevod veroučne knjige Biblia történetek Alajosa Róderja v prekmurščino. Izdajo je financiral Sombotelski škof. Knjiga se je objavila 1873 v Egerju na Ogrskem. Izdala jo je tiskarna Društva Svetega Štefana (Drüstvo szvétoga Stevana). Celoten naslov: Zgodbe Sztároga i Nóvoga zákona za solszko deczo poleg knige Róder Alajosa, na sztári szlovenszki jezik prenesene, Vödane po Drüstvi szvétoga Stevana.
Bil je še dvakrat ponatisnjen: drugič 1880, tretjič 1891.
Učbenik se deli na dve poglavji: Pervi táo. Sztári Zákon, oz. zgodbe Stare zaveze in Drügi táo. Nóvi Zákon, kar pomeni zgodbe Nove zaveze. Knjigi je še dodana priloga v latinskem jeziku: Modus Ministrandi (Način ministriranja).
Sto sze je escse odhrányivao v-Heliovoj hi'si?

Póbosen mladénecz Samuel, koga je mati nyegova 'se v-detinsztvi Bógi prikázala. Samuel je bio verli i pokóren; ali Heliovi szinóvje szo denok nê szledili nyegove dobre példe.

Gde sze je Jezus pervikrát ocsiveztnó zkázao?

Jezus sze je pervikrát ocsiveztnó zkázao v-czérkvi Jeruśálemszkoj z-stere je odávajócse, i köpivajócse vö zgona, govorécsi: “Hisa otsé mojega je nê razbojnicska jama.”